# 천안청수초등학교
천안청수초등학교는 대한민국 충청남도 천안시 동남구에 있는 공립 초등학교이다.

## 연혁
- 1967년 3월 1일: 설립인가
- 1967년 4월 18일: 개교
- 1983년 9월 1일: 천안구성초등학교 분리
- 2006년 9월 1일: 천안청룡초등학교 분리
- 2007년 2월 14일: 제38회 졸업
- 2007년 3월 1일: 24학급(특수 1학급) 편성, 병설유치원 3학급
- 2008년 2월 14일: 제39회 졸업
- 2008년 3월 1일: 23학급(특수 1학급) 편성, 병설유치원 3학급
- 2009년 2월 12일: 제40회 졸업
- 2009년 3월 1일: 23학급(특수 2학급) 편성, 병설유치원 3학급
- 2010년 2월 10일: 제41회 졸업
- 2010년 3월 1일: 27학급(특수 2학급) 편성, 병설유치원 3학급
- 2011년 2월 16일: 제42회 졸업
- 2011년 3월 1일: 22학급(특수 2학급) 편성, 병설유치원 3학급
- 2012년 2월 16일: 제43회 졸업
- 2013년 2월 20일: 제44회 112명 졸업
- 2013년 3월 1일: 21학급(특수 2학급)편성, 병설유치원 5학급
- 2014년 2월 14일: 제45회 98명 졸업
- 2014년 3월 1일: 17학급(특수 2학급) 편성, 병설유치원 6학급(특수 2학급)
- 2015년 3월 1일: 17학급(특수 2학급) 편성, 병설유치원 6학급(특수 2학급)
- 2016년 3월 1일: 17학급(특수 2학급) 편성, 병설유치원 6학급(특수 2학급)
- 2017년 2월 10일: 제48회 75명 졸업
- 2017년 3월 1일: 16학급(특수 2학급) 편성, 병설유치원 6학급(특수 2학급)
- 2018년 3월 1일: 15학급(특수 2학급) 편성, 병설유치원 6학급(특수 2학급)
- 2019년 12월 31일: 제51회 59명 졸업

## 참고 자료
- 천안청수초등학교 - 한국교육학술정보원 학교알리미